# Indican
Indicanul este un compus organic natural din clasa glucozidelor. Se regăsește în plantele din genul Indigofera și este un precursor pentru indigo. Prin hidroliză formează β-D-glucoză și indoxil.